# Manuel Amoros
Manuel Amoros (Nîmes, 1962. február 1. –) Európa-bajnok francia labdarúgó, hátvéd, edző.

## Pályafutása

### Klubcsapatban
1972-ben a Gallia Club Lunel csapatában kezdte a labdarúgást. 1977-től az AS Monaco korosztályos csapatában szerepelt. 1980-ban mutatkozott be az első csapatban az élvonalban, ahol kilenc idényen át játszott. Az 1987–88-as idényben bajnokságot, 1985-ben francia kupát nyert a csapattal. 1989 és 1993 között az Olympique Marseille labdarúgója volt. Három bajnoki cím mellett (1989–90, 1990–91, 1991–92), az 1992–93-as idényben a bajnokok ligáját is megnyerte az együttessel. 1993 és 1995 között az Olympique Lyon, majd ismét az Olympique Marseille játékosa volt, ahol 1996-ban vonult vissza az aktív labdarúgástól.

### A válogatottban
1982 és 1992 között 82 alkalommal szerepelt a francia válogatottban és egy gólt szerzett. A spanyolországi világbajnokságon a negyedik helyezett csapat tagja volt. 1984-ben a hazai rendezésű Európa-bajnokságon aranyérmes lett a válogatottal. 1986-os világbajnokságon Mexikóban ismét részt vett, ahol bronzérmet szerzett az együttessel. Utolsó nemzetközi tornája az 1992-es svédországi Európa-bajnokság volt.

### Edzőként
2010-ben a Comore-szigetek, 2012 és 2014 között Benin válogatottjának volt a szövetségi kapitánya.

## Sikerei, díjai
- Az év francia labdarúgója: 1986

 Franciaország
- Európa-bajnokság
  - aranyérmes: 1984, Franciaország
- Világbajnokság
  - bronzérmes: 1986, Mexikó
  - 4.: 1982, Spanyolország

 AS Monaco
- Francia bajnokság (Ligue 1)
  - bajnok: 1987–88
- Francia kupa (Coupe de France)
  - győztes: 1985

 Olympique de Marseille
- Francia bajnokság (Ligue 1)
  - bajnok: 1989–90, 1990–91, 1991–92
- Bajnokok ligája
  - győztes: 1992–93